# 은솔초등학교
은솔초등학교는 대한민국 경기도 남양주시에 있는 공립 초등학교이다.

## 연혁
- 2019년 3월 1일 : 창현초등학교 은솔분교로 개교
- 2019년 9월 1일 : 은솔초등학교로 개편
- 2024년 1월 3일 : 육개장 졸업